# Edición de libros

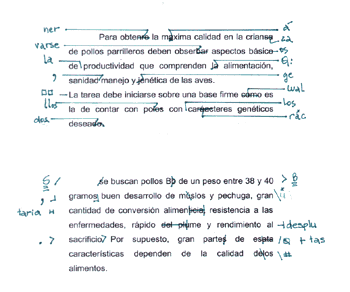
Muestra de corrección de galeradas (en el proceso de corrección del texto).

La edición de libros o publicación de libros es la industria relativa a la producción y difusión de todo tipo de libros (literarios, técnicos, enciclopédicos, de entretenimiento, cómics, informativos, etc.). La edición del libro puede o no incluir la actividad de poner en circulación la información disponible al público en general, es decir, la distribución. En algunos casos, los autores pueden ser sus propios editores.
El libro se define como toda publicación unitaria, no periódica, de carácter literario, artístico, científico, técnico, educativo, informativo o recreativo, impreso en cualquier soporte, cuya edición se haga en su totalidad de una sola vez en un volumen o a intervalos en varios volúmenes o fascículos. Comprende también los materiales complementarios en cualquier tipo de soporte, incluido el electrónico (libro electrónico), que conforman, conjuntamente con el libro, un todo unitario que no pueda comercializarse separadamente.

El libro se manifiesta en primer lugar como un objeto; producto fabricado, artículo de comercio, objeto de arte. En su calidad de producto fabricado participa en la historia de las técnicas y se deben considerar sus soportes, la técnica de escritura, los procedimientos para fabricarlo. El estudio del libro en su aspecto de artículo de comercio abre perspectivas económicas y sociológicas; abarca el dominio de la edición, de la preparación y la difusión de las obras, de los factores que favorecen u obstaculizan dicha difusión, de la organización de los oficios del libro. Como objeto de arte o de colección, el libro puede tener un valor por la belleza de su presentación, su ilustración, su encuadernación.

Todo esto solamente concierne al aspecto exterior del libro; pero antes que nada es texto, ésta es su razón de ser. Durante mucho tiempo fue el medio principal, incluso el único, para difundir y conservar las ideas y los conocimientos, participando así en la historia de la civilización y la cultura.

En español tradicionalmente se confunde el término «edición de libros» con la publicación misma de los libros y periódicos.
En la cultura anglosajona sí existe una clara diferencia entre edición (editing) y publicación (publishing). También se denomina «edición» (del inglés edition: ‘corrección’) al acto mediante el cual se modifica una obra. Con el advenimiento de las computadoras digitales, la edición se ha extendido a nuevos escenarios como en el mundo de Internet, expandiéndose a versiones más modernas de la escritura tales como sitios web, blogs y similares.
Una obra divulgada previamente en formato de libro puede volver a editarse si así se desea. Estrictamente hablando, si se vuelve a imprimir o divulgar esa obra sin cambios, se denomina reimpresión; si, por el contrario, sufre algún tipo de modificación sustancial, como ampliaciones, revisiones, correcciones, supresiones, añadidos u otra modificación cualquiera, se denomina nueva edición o reedición, agregando el número oportuno (primera, segunda, tercera edición). Si las diferencias son mínimas y no sustanciales, se les denomina diferencias de estado.
En la edición antigua, una misma edición podía contar con diferencias significativas entre una tirada y las que le seguían, que se debían a advertencias del impresor o del autor de errores o a otros deseos de los implicados en la edición (por ejemplo, dedicar parte de la edición a un personaje, por lo cual se debía encabezar un número de los ejemplares con una dedicatoria diferente) durante el mismo proceso de impresión de la obra.
El arte de preparar una obra ajena para su publicación, a partir de versiones o manuscritos alternativos y no totalmente coincidentes, se llama ecdótica. Se considera parte de la filología y dentro de esta del campo de la crítica textual.

## Tipos de edición
Una vez que el editor ha tomado la decisión de divulgar un determinado texto, se presentan ante él diversas posibilidades o tipos de edición. Estos son algunos de los más comunes:
- Edición acéfala: también llamada edición sin cabeza, es aquella que no tiene portada ni título.
- Edición anotada: Denominada como edición comentada, ya que suele llevar comentarios a pie de página o en los espacios existentes entre los bordes.
- Edición artística: Se trata de aquella en la que se pone el acento en la expresión artística de la encuadernación o en la composición del libro.
- Edición de bibliófilo: Generalmente es la edición dedicada o apreciada por bibliófilos o para un grupo selecto de suscriptores, se caracteriza por tener una tirada pequeña.
- Edición de bolsillo: Suelen ser de formato reducido y de coste de producción económico, por regla general, al contrario que las ediciones para bibliófilos, suelen tener tiradas grandes.
- Edición crítica: En sentido amplio, es aquella que se plantea los problemas previos a la edición de una obra (búsqueda de fuentes, selección de ejemplares, selección y establecimiento de un texto, etc.), y hace partícipe al lector de las decisiones tomadas durante el proceso de edición; en sentido estricto, se denomina "edición crítica" a la que sigue el método neolachmaniano, basado en las técnicas de Karl Lachmann para el establecimiento de un texto ideal, lo más cercano posible a la intención original del autor, mediante el cotejo de las diversas versiones de un texto.
- Edición especial: Dentro de una tirada normal, se sacan algunos ejemplares que se diferencian de los demás en alguna particularidad especial que desee el editor, como puede ser una firma del autor o una mejora en la calidad.
- Edición facsímil: Es aquella que reproduce la imagen (fotográfica o escaneada) del texto tal y como el editor la ha encontrado. Es una opción común sobre todo en el caso de textos antiguos, códices iluminados, manuscritos u obras especialmente valiosas. Puede reproducir el texto, los materiales de la encuadernación o ambos.
- Edición genética: Es la que muestra, simultáneamente, varios o todos los estadios en los que se ha presentado un texto durante su proceso de creación y transmisión (por ejemplo, el borrador de un poema, su primera edición, su segunda edición corregida, una edición modificada para una antología, etc.)
- Edición de lujo: Caracterizada por la alta calidad de los materiales empleados en la elaboración de la edición, como puede ser el papel, encuadernación, etc.
- Edición múltiple o edición sinóptica: es aquella que muestra varios textos en paralelo. Dichos textos pueden ser traducciones unos de otros (el caso más frecuente es el de las ediciones sinópticas de la Biblia), o bien versiones distintas de un mismo texto o textos distintos que se pretende presentar en paralelo.
- Edición numerada: Generalmente aquellas ediciones con impresión de grabados suele ir numerada, de tal forma que las numeraciones más bajas suelen ser más apreciadas que las de mayor numeración.
- Edición paleográfica: Es la que, sin reproducir el texto en forma de imagen, intenta describirlo con la mayor exactitud posible, dando al lector información exhaustiva sobre las grafías, las abreviaturas, los marginalia, los accidentes del texto, etc.
- Edición en papel: Suele ser una edición barata en la que los pliegos de papel una vez encuadernados e impresos no ha sido encuadernada.
- Edición príncipe: Se denomina así a la primera edición de una obra.
- Edición en rama: Suele denominarse así a la edición que ha sido impresa, plegada, pero que no tiene aún una encuadernación.
- Edición abreviada: La que se ha compendiado de la original para adecuar a una categoría de usuarios. Por ejemplo, una edición para escolares de El mundo es ancho y ajeno.
- Edición apócrifa: Aquella cuyo contenido o atribución son de dudosa autenticidad. Ejemplo: la segunda parte de El Quijote.
- Edición bilingüe: La que se redacta en dos idiomas a dos columnas. El idioma A en página par e idioma B en página impar. Ejemplo: Análisis matemático de Protter.
- Edición conmemorativa: La que se edita al cumplir algún aniversario significativo de la obra en sí o del autor. Ejemplo: La Colección por el Sesquicentenario de la Independencia del Perú.
- Edición definitiva: La que sigue a una previa que recibe comentarios u observaciones. Ejemplo: Introducción al álgebra de Cotlar-Sadoski, Eudeba.
- Edición ilustrada: Lleva comentarios gráficos e ilustraciones. Ejemplo: Enciclopedia ilustrada del Perú de Tauro del Pino.
- Edición con manuscrito de autor: Para lo cual el autor escribe de puño y letra y dicho material se imprime. Ejemplo: Teoría de la medida de Mauro Chumpitaz de la UNI, Lima.
- Edición masiva: La que se imprime para mucho público. Ejemplo: los populibros de Manuel Scorza en los años cincuenta del siglo XX.
- Edición mimeografiada: La escrita a máquina que se reproduce procesando con mimeógrafo. Generalmente se trata de textos de cursos o de seminarios.
- Edición oficial: Autorizada por un Estado que sufraga los costos. Ejemplo: los libros de texto escolar y de distribución gratuita.
- Edición previa: La que sale a modo de prueba, para ser mejorada con intervención de interesados y de expertos.
- Edición privada: La que no se pone en venta, de pequeño tiraje y entregas selectivas.
- Edición políglota: Impresa en varios idiomas. Ejemplo: los diccionarios* para el caso, el Diccionario comparativo de castellano, inglés, quechuas de Áncash y Ecuador.
- Autoedición: La que sufraga el propio autor. Ejemplo: la que manda directamente el escritor a imprenta, a través de plataformas digitales de autopublicación o mediante editoriales de autoedición cuidada.
- Edición popular: Edición de bajo costo y con materiales de bajo costo. Ejemplo: las que auspician los diarios de circulación nacional.[2]

## Procesos de la edición del libro
Es un proceso compuesto de diversas etapas, que van desde la creación del libro por parte del autor hasta su impresión. Los pasos son los siguientes:
- Recepción de manuscritos (entrega del original).
- Dictaminación (evaluación editorial).
- Aceptación de original y contratación.
- Edición del original.
- Corrección de estilo.
- Diseño gráfico.
- Composición.
- Corrección ortotipográfica.
- Arte final.
- Preprensa.
- Impresión.
- Encuadernación y acabados.

### Recepción de manuscritos (entrega del original)
Todo proceso editorial se inicia cuando el autor entrega un texto original al «consejo editorial» o el editor de una publicación, con el fin de que la obra sea evaluada y se decida si puede o no publicarse. El original es el material que va a servir de base para el futuro libro.
El original puede ser presentado por un autor en la editorial, o la editorial puede pedir la elaboración del original a uno o varios autores (por encargo).

### Dictaminación (o evaluación editorial)
Esta parte consiste básicamente en un análisis de la factibilidad editorial. Para ello, se tienen en cuenta criterios como los siguientes:
- Determinar si el original entregado tiene el nivel de elaboración adecuado (es decir, si es un libro «bien hecho»).
- Determinar si el original cumple a cabalidad con las funciones para las cuales fue concebido.
- Determinar, a través de un análisis de los costos, si la fabricación del libro es factible.

Esta parte culmina cuando la comisión acepta o rechaza la publicación del libro. También puede darse el caso, muy común, de que la comisión devuelva el original al autor con el fin de que lo reelabore, lo amplíe o le haga las correcciones necesarias. En tal caso, la obra no se publica hasta que dicho proceso se realice.

### Aceptación de original y contratación
En esta etapa la editorial también tendrá en cuenta si el original del autor está enmarcado dentro de los llamados derechos de autor.
Estos derechos varían según el país en el que se encuentre la editorial o el editor.
Si el original no se encuadra dentro de lo que contemplan las leyes de propiedad intelectual, es decir, falta a la ley, es posible que la publicación no se complete y quede a voluntad del autor su modificación o no de la obra.

### Edición del original
Proceso de formación del libro a partir de la selección de textos y otros contenidos para ofrecerlo después de su producción al lector. Los originales se someten a un trabajo de edición, donde los editores corroboran la organización de la información, que el estilo se encuentre unificado y homogeneizado, que el tono corresponda con el público al que se dirigen, que cumpla con su propósito y que sean atractivos o interesantes. Además, esta etapa supone un intercambio fluido entre editor y autor. El producto final de esta etapa es el original editado, que debe ser una versión definitiva, ya que cualquier error se arrastrará a las siguientes etapas y podría ocasionar inconvenientes en el proceso total. 

### Corrección de estilo
La corrección de estilo va más allá de la lectura y las fallas ortográficas, por el contrario, corregir es revisar a fondo y analizar el documento que se va a publicar. Implica prestar atención para detectar y enmendar posibles errores, mejorar la redacción de ideas confusas, así como advertir al autor de incongruencias en el contenido. Este proceso no debe alterar el estilo del escritor sino favorecer la comunicación entre este y el lector.
En este etapa también se realiza la adecuación a las pautas de estilo de la editorial, de haberlas. El manual de estilo tiene como fin unificar criterios, e incluye indicaciones que determinan, por ejemplo, el uso de mayúsculas, versalitas, cursivas, así como escrituras de nombres propios, abreviaciones, entre otras cosas.

### Diseño gráfico

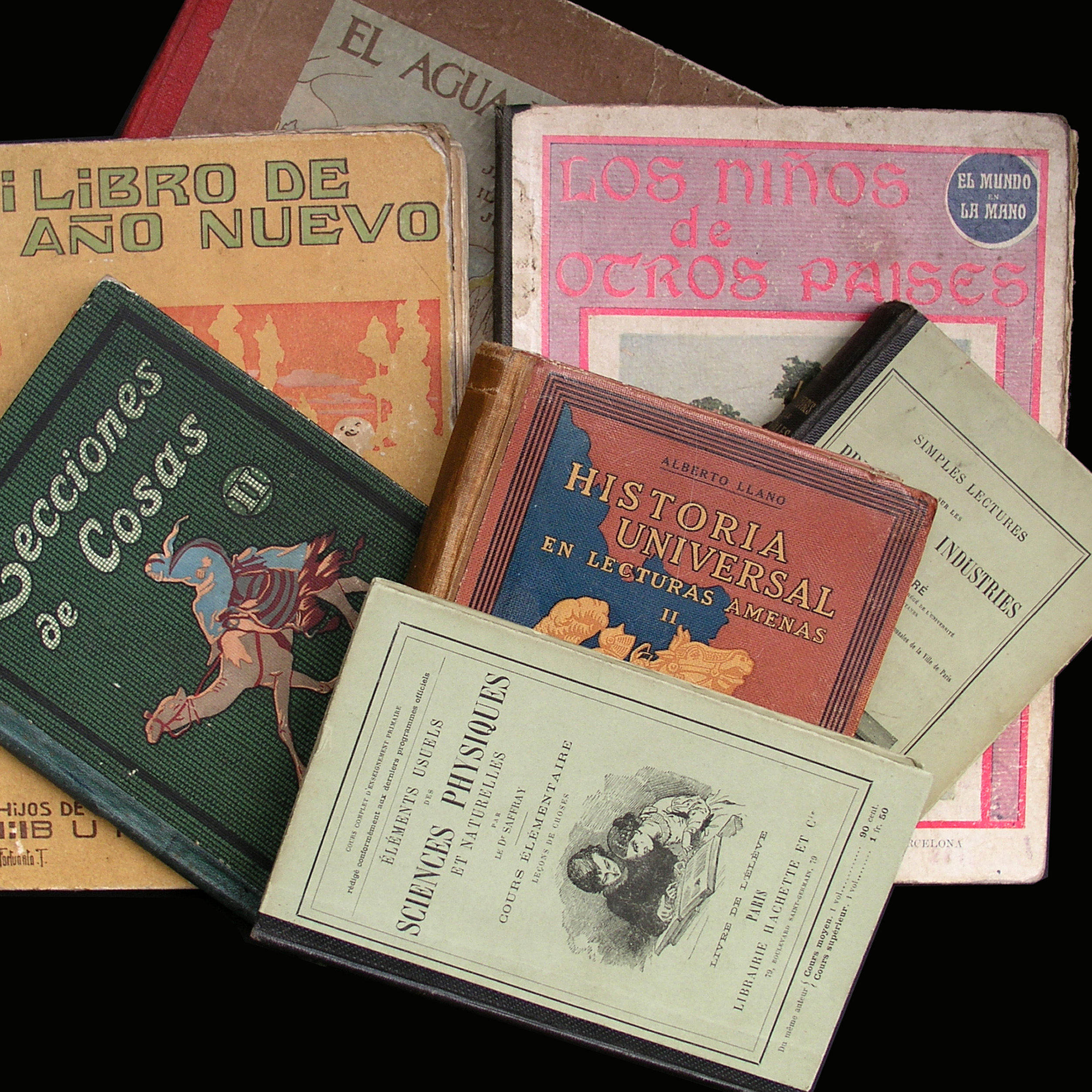
Libros antiguos.

Expresado con más detalles, es el medio por el cual, mediante programas gráficos de diseño y/o maquetación (como Microsoft Word, LibreOffice Writer o más avanzados como Corel Ventura, Adobe InDesign, QuarkXPress o Scribus que además es software libre), se establecen (en una preimpresión) las características físicas que tendrá la publicación, como el formato de página, familia y jerarquía tipográficas, grilla, paleta de color, ubicación de gráficos e ilustraciones, qué tipos de papeles y cartulinas se usarán, etc., cuyo resultado es un dummy de la publicación. Para esta tarea, sobre todo en el ámbito académico de las ciencias exactas (aunque su uso no se limita solo a estos ámbitos), también se utiliza LaTeX, un sistema de composición de textos WYSIWYM, libre y multiplataforma.

### Composición
La diagramación o composición es la puesta en página de la obra. En este proceso se conforman las páginas maestras (layouts) a partir de una retícula predeterminada. Es el proceso que forma parte del periodo de preimpresión, es decir, antes de imprimir la tirada, en donde se le dará forma gráfica final al texto y a las imágenes que conforman la obra.
Las llamadas «artes finales» son consideradas dentro de este mismo proceso en donde se agregan los últimos detalles artísticos antes de la impresión/materialización de la obra.

### Corrección ortotipográfica
En esta etapa no solo se verifica la ortografía y la puntuación en las páginas ya diseñadas, también se uniforman colgados, se corrigen calles, callejones, viudas, huérfanas y rosarios; se uniforma el interlineado y el interletrado, y se revisa la paginación. Cuando la obra está ilustrada o contiene gráficos, también se revisa la correcta secuencia de estos, conceptos todo ellos relacionados con la ortotipografía, "el conjunto de usos y convenciones con las que se rige en cada lengua la escritura por medio de elementos tipográficos".

## Consideraciones legales
El Convenio de Berna establece que la edición y publicación de obras debe realizarse únicamente con el consentimiento legal del propietario de los derechos de autor, quien inicialmente suele ser el autor.
Se considera que la obra ha pasado a dominio público cuando los derechos patrimoniales han expirado. Esto ocurre habitualmente cuando ha transcurrido un plazo establecido por la ley (que, según el Convenio, no debe ser menor a 50 años) desde el fallecimiento del autor, lo que se conoce como post mortem autoris.

## Traducción
Es frecuente la circulación de obras traducidas; al respecto, numerosos traductores literarios se han destacado. 
Si se trata de grupos editoriales con presencia mundial, es común que las obras sean traducidas a varios idiomas por un equipo de traductores. No obstante, se ha señalado un deterioro de la calidad de los textos traducidos y la necesidad de realizar traducciones con espíritu crítico (por ejemplo, según lineamientos del traductólogo Antoine Berman) y respeto al valor intelectual de sus productos.

## Profesionales que intervienen en los procesos de edición

### Autor
Es el autor intelectual del manuscrito. Un libro puede ser escrito por una o varias personas. Se tiene la noción de que el autor es quien envía, de manera espontánea, un manuscrito terminado a un editor para que este lo apruebe y lo edite, pero esta imagen deja de lado muchos procesos editoriales y difícilmente es representativa de las formas en las que se obtienen los originales. Es común que las editoriales busquen activamente autores de determinado perfil. Por ejemplo, en el caso de las editoriales especializadas en libros académicos o técnicos, los editores suelen iniciar un proceso de selección leyendo propuestas por autores que, por su parte, pueden o no tener el original ya escrito. También es muy común que sea el editor quien presente la iniciativa a un autor de escribir una idea; estos se llaman originales a pedido y se consideran libros de proyecto editorial.

### Editor
Persona física o moral que concibe una edición y realiza por sí o a través de terceros su elaboración. En la actualidad, como figura profesional, es un complejo haz de oficios y funciones; en otras palabras, representa un eslabón fundamental en el circuito del libro, que va del autor al lector. 
Sus principales tareas son las siguientes:
- Descubrir autores, temas y fórmulas editoriales.
- Asegurar la calidad de los procesos editoriales que dan origen al libro.
- Construir y difundir su fondo editorial.
- Organizar la distribución y venta de sus libros, con el fin de adquirir nuevos lectores y afianzar los que ya tiene.
- Conseguir que los resultados financieros por la venta de libros sean positivos.

En inglés, es común diferenciar diferentes tipos de editores bajo dos nombres: Editor y Publisher; en español, por el contrario, utilizamos Editor Senior o Junior, o directamente editor, sin distinguir su rol ni sus funciones.
En el contexto de la edición hispana, el Editor Junior muchas veces comienza adoptando un rol de corrector, para después acoger tareas como sugerir mejoras en el texto (por ejemplo, en cuanto estilo), proponiendo títulos y subtítulos o cuestiones sobre la organización o la jerarquía de la información del texto, etc. Luego toma tareas relativas al editing, siempre teniendo en cuenta una mirada que exceda su trabajo, pues debe ser capaz de considerar el libro en el catálogo, manteniendo un diálogo activo con otras áreas de la editorial.
El Editor Senior, por otro lado, es quien dirige a los Editores Junior, eligiendo los libros que serán editados y asegurándose que el libro que se está editando esté coordinado con otras áreas. Muchas veces adopta tareas propias de quien sería el Publisher, estructurando el Plan Editorial y velando para que se lleve a cabo.

### Lector profesional
Son profesionales honestos y con criterio, encargados de leer el manuscrito de manera crítica. Se trata de lectores externos a la editorial, contratados para realizar informes de lectura. Este informe debe contar, fundamentalmente, con una descripción de la obra, una apreciación sobre el perfil de los posibles lectores interesados, así como un análisis de sus puntos negativos y positivos. No se trata de una opinión injustificada ni subjetiva, por el contrario, un lector profesional debe tener en cuenta cosas como el perfil del catálogo editorial, las características del género, la coherencia y cohesión, entre otras.

### Corrector
Los correctores reciben el texto editado. Posteriormente, corrigen la ortografía, gramática, sintaxis, ortotipografía, entre otras cuestiones. También debe realizar la adecuación a las pautas de estilo de la editorial, de haberlas. El manual de estilo de una editorial tiene como fin unificar criterios, e incluye indicaciones que determinan, por ejemplo, el uso de mayúsculas, versalitas, cursivas, así como escrituras de nombres propios, abreviaciones, entre otras cosas. 

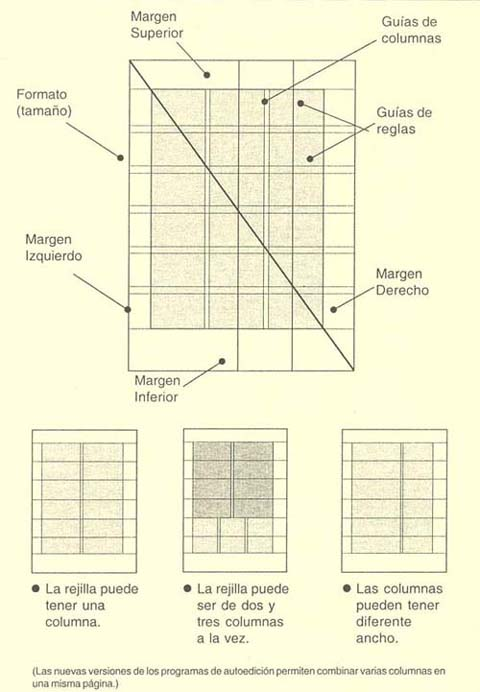
Rejilla base utilizada en la maquetación de libros, revistas y periódicos.

### Maquetador y diseñador
El o los maquetadores realizan la puesta en página de los contenidos en programas de edición profesional, como Adobe InDesign. Deciden la disposición visual del texto, las imágenes y otros paratextos, así como el tamaño de la topografía, interlineado, etc.
El o los diseñadores pueden intervenir en el proceso editorial diseñando, por ejemplo, la cubierta, las guardas, etc.

### Traductor
El traductor es el responsable de trasladar y adaptar una obra textual de un idioma a otro con el fin de expandir su alcance, cuidando el mensaje y el enfoque del autor y adecuando las referencias culturales e históricas del texto original para hacerlo comprensible al público objetivo. Se trata de un profesional central en muchos proyectos editoriales. 

## Impresión y encuadernación

### Impresión
La impresión es un proceso para la producción de textos e imágenes, típicamente con tinta sobre papel usando una prensa rotativa. A menudo se realiza como un proceso industrial a gran escala, y es una parte esencial de la edición de libros.
Hay diferentes sistemas de impresión:

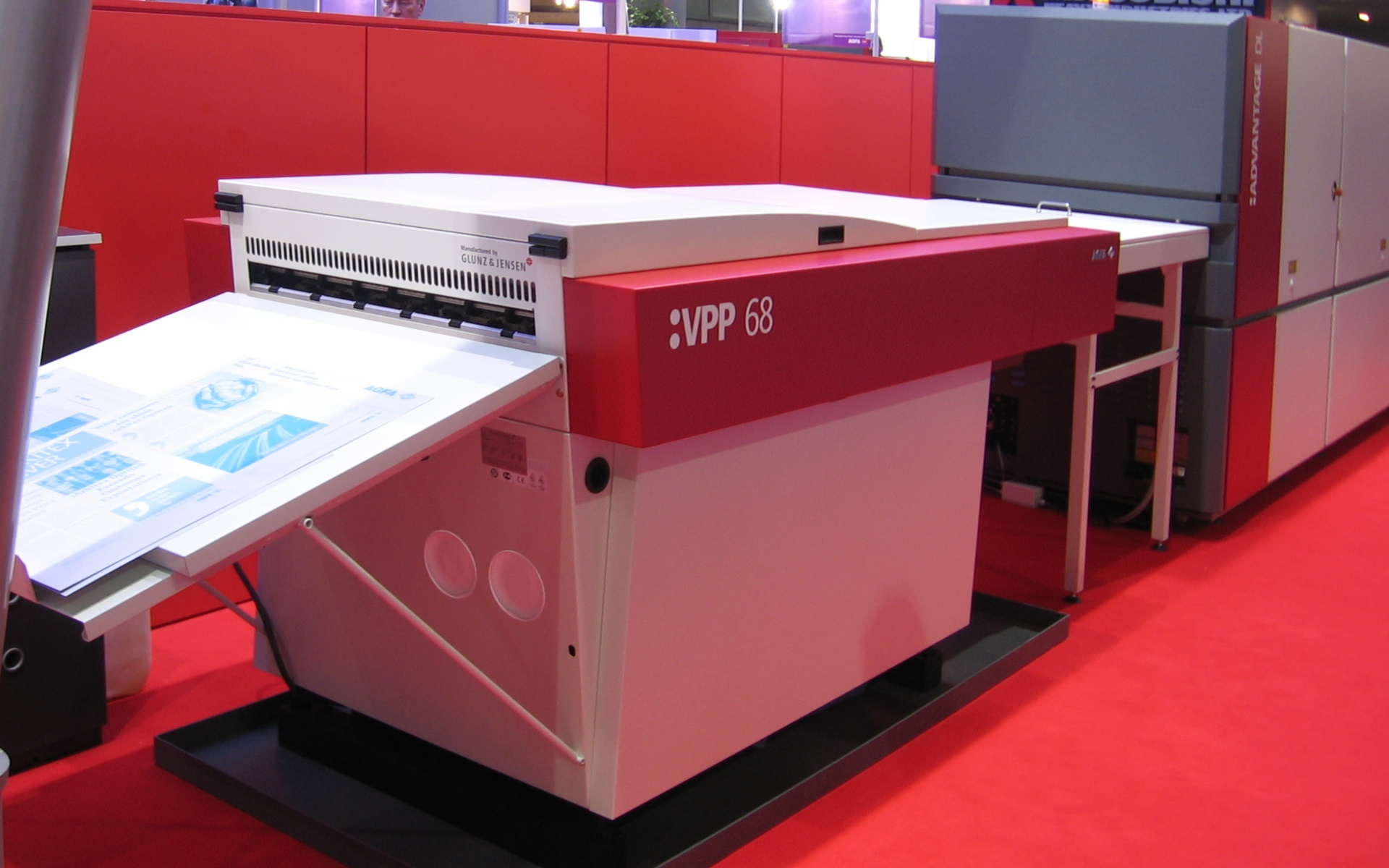
Dispositivo de impresión directamente a la placa de la casa AGFA. Usa un láser violeta para la generación de la placa litográfica.

- En relieve (tipografía, flexografía, hot stamping, cuño seco, timbrado)
- En superficie (litografía, ófset)
- En profundidad (huecograbado o rotograbado)
- Por penetración (serigrafía, duplicación digital)
- Digitales (impresión digital, impresión láser, chorro de tinta)
- Híbridos (tampografía flexográfica, tampografía en profundidad, calcografía, ófset seco)

Los sistemas más usados por la industria editorial de libros, periódicos y revistas son la tipografía, litografía y el ófset. Este último es uno de los más difundidos dentro de las artes gráficas ya que permite realizar tirajes cortos sin demasiada elevación en los costos de impresión y resultados impresos de gran calidad.

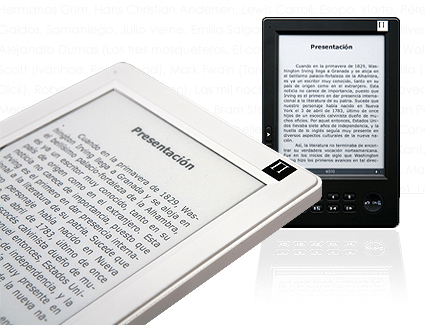
Un lector de libros electrónicos.

Con la aparición de nuevas tecnologías, como por ejemplo los libros electrónicos, muchas editoriales integran en sus catálogos versiones electrónicas de sus publicaciones sin necesidad de la impresión como paso fundamental de la llegada del producto materializado a sus consumidores.
Actualmente la industria editorial se encuentra en un arduo debate sobre el rol de estos nuevos aparatos electrónicos y su impacto en la producción de libros.
Diversos estudios y encuestas indican que en materia de lectura de libros, los lectores prefieren el formato en papel. No obstante, los libros electrónicos evolucionan constantemente y van adquiriendo protagonismo en el mercado, sobre todo el europeo y estadounidense.

### Encuadernación y acabados
Se llama encuadernación a la acción de coser o pegar varios pliegos o cuadernos de texto y ponerles cubiertas. Las encuadernaciones tienen por objeto procurar al libro tres ventajas: su conservación, su fácil manejo y su presentación artística.
Existen diferentes tipos de encuadernación:
- Encuadernación térmica
- Encuadernación en rústica
- Encuadernación cartoné
- Encuadernación en piel
- Encuadernación en espiral plástico y metálico
- Encuadernación alzado
- Encuadernación grapada
- Encuadernación plegada
- Encuadernación hendida
- Encuadernación con taladro
- Encuadernación en guillotina
- Carpetas y cajas para proyectos
- Encuadernación estampada y encuadernación dorada

## Distribución y venta de libros
Una vez impreso el libro, revista o periódico se pone en marcha su distribución y venta. La distribución es la actividad de intermediación que desempeña una persona física o una empresa entre el editor y el vendedor de libros a menudeo, que facilita el acceso al libro propiciando su presencia en el mercado.
Muchas de las estrategias de venta y circulación son predefinidas por el departamento de marketing de la editorial. El marketing involucra estrategias de mercado, de ventas, estudio de mercado, posicionamiento de mercado, etc. Frecuentemente se confunde este término con el de publicidad, siendo esta última solo una herramienta de la mercadotecnia.
La distribución puede ser realizada por una empresa subcontratada con logística propia en transporte o por la misma editorial.
Los canales de venta de los productos editoriales son muy variados y van desde librerías pequeñas a grandes cadenas internacionales, desde kioscos de diarios y revistas a grandes supermercados, o la misma venta electrónica a través de Internet o por subscripción.

## Historia sobre la edición de libros
El primer libro editado fue en China, en el siglo VI d. C., cuando se inventó el primer proceso de impresión con bloques de madera, este se bañaba en tinta y se imprimía en la hoja como si fuera una especie de sello. Esta técnica fue utilizada hasta el año 1041 ya que este es el año en el que Bi Sheng creó los tipos de móviles de arcilla y finalmente en el 1298 se mejoró sustituyendo la arcilla por madera. En Europa, el encargado de transmitir y perfeccionar estas técnicas fue el alemán Johannes Gutenberg (1398), que a mediados del siglo XV llevó a cabo la impresión de un libro compuesto por una tirada de 180 copias. Se tardó alrededor de tres años en imprimirla y se cree que emplearon cuatro prensas, las cuales resultaron una de sus claves para elaborar este sistema de impresión. Finalmente, el asalto de Maguncia, ciudad donde residía Gutenberg, favoreció la difusión de la imprenta en Europa. Gutenberg habría sido el inventor de la imprenta y el que ideó "los caracteres con que todo lo que se dice y piensa puede ser inmediatamente escrito, reescrito y legado a la posterioridad".
El mundo editorial se ha visto influido por varios factores, como lo ha sido la escasez de la población, el alto índice de analfabetismo, la importante censura gubernativa previa a la impresión o los altos precios de estos primeros libros que pocas personas podían llegar a adquirir, entre otros. Estos primeros ejemplares eran muy reducidos y debido a ello muchos libreros se convirtieron también en impresores.
Todo ello cambió con la industrialización de las técnicas, máquinas, papel y encuadernación de los propios libros. Esto supuso, como era de esperar, un verdadero auge en la industria editorial, dando como resultado la impresión de cientos de libros en un único día.

## Alternativas independientes de edición
Los escritores especializados en un tema muy específico tienen pocas posibilidades de entrar en el mercado editorial masivo, por esta razón se suele acudir a pequeñas imprentas en la forma de autopublicaciones. Más recientemente, estas opciones incluyen formatos basados en print on demand y formatos ebook. Esta diversidad de publicaciones ha abierto en los años ochenta una avenida de posibilidades y de diversas formas de expresión.

## Profesionalización del oficio editorial

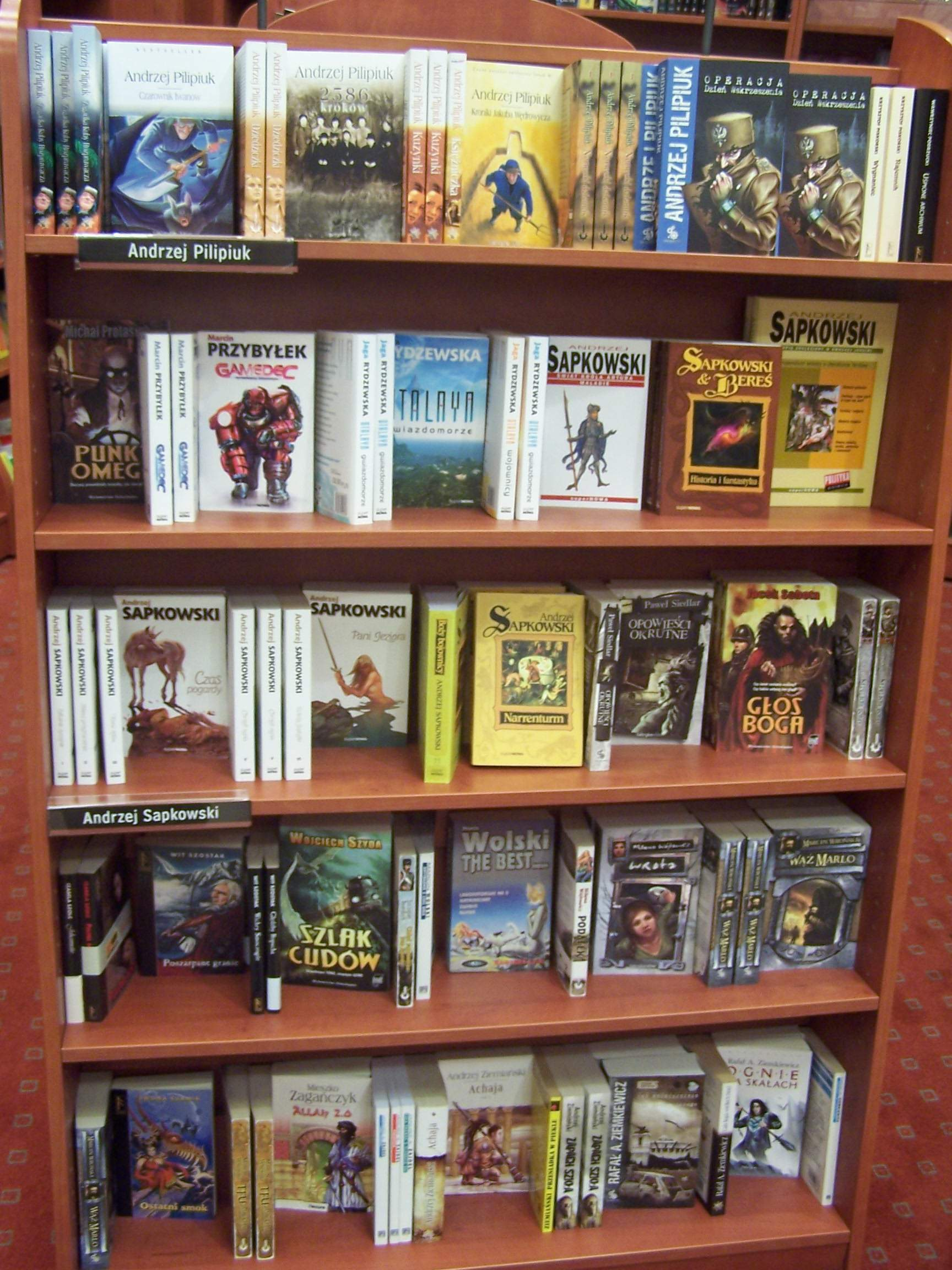
Libros de ciencia ficción ya terminados en los estantes de una librería en Polonia.

En varios países se dictan cursos y carreras sobre el oficio editorial con la idea de profesionalizar la actividad.
En España no existe como tal una carrera de grado dedicada a la edición. Existen sin embargo varios máster destinados a formar editores; el más longevo de ellos es el Máster en Edición de la Universidad de Salamanca.[cita requerida]
La única carrera centrada en la formación de editores en México es la Licenciatura en Edición y Gestión de la Cultura, creada en Monterrey en 2019 por la Facultad de Filosofía y Letras de la Universidad Autónoma de Nuevo León. Diversas entidades imparten cursos y diplomados, como la Cámara Nacional de la Industria Editorial Mexicana (CANIEM), mediante los cuales se fomenta la profesionalización en este ámbito. También existen los siguientes posgrados relacionados con el quehacer editorial, que imparten diversas universidades:
- Maestría en Diseño y Producción Editorial, por la Universidad Autónoma Metropolitana, unidad Xochimilco.
- Maestría en Producción Editorial, por la Universidad Autónoma del Estado de Morelos, en Cuernavaca.
- Maestría y especialidad en Diseño de la Información, por la Universidad Anáhuac.
- Maestría en Diseño de la Información, por la Universidad de las Américas, Puebla.

En Colombia, la carrera de Comunicación Social de la Pontificia Universidad Javeriana y la carrera de Estudios Literarios de la Universidad Autónoma de Colombia ofrecen un énfasis en producción editorial y un perfil profesional en edición, respectivamente.
En Argentina existe la carrera de Edición que se dicta en la Facultad de Filosofía y Letras de la Universidad de Buenos Aires. Fue creada en el año 1991 por la firma de un convenio entre la facultad y la Cámara Argentina del Libro. De acuerdo al sitio web de la facultad, los objetivos de la carrera son:

Se trata de una carrera interdisciplinaria, en la cual convergen distintas áreas de abordaje del conocimiento, lo que permite capacitar a los alumnos para:

Proporcionar un sólido conocimiento del proceso editorial en su conjunto y de la industria y el comercio del libro (en edición gráfica, en publicaciones periódicas, en publicaciones institucionales y en edición electrónica), a través de una visión amplia de sus elementos claves.
Suministrar elementos para una reflexión madura sobre los principales problemas y desafíos de la industria editorial en Argentina y en el mundo.
Dotar al estudiante de una buena preparación que combine su formación general humanística con un conjunto específico de vocabulario, conocimiento, destrezas y modos de negociar, típicos de la actividad editorial.

Evaluar nuevas tecnologías y mercados, planificar estrategias y lograr ventajas competitivas con el objeto de responder a las oportunidades y necesidades cambiantes del campo editorial.
Página web de la Facultad de Filosofía y Letras de la UBA.

## La edición y las nuevas tecnologías
La introducción de las nuevas tecnologías en el proceso de edición de textos ha supuesto una revolución en muchos aspectos, y siguiendo diversas etapas:
- En un primer momento, las nuevas tecnologías fueron (y siguen siendo) empleadas en el proceso de edición impresa, para tareas como la escritura, la corrección, la maquetación o la ilustración.
- Posteriormente, las nuevas tecnologías se convirtieron no en una herramienta, sino en un medio de difusión en sí mismas, con la aparición de las ediciones en formato digital (en CD-ROM, libros electrónicos y sobre todo Internet). En esta primera etapa, las ediciones digitales trataron de imitar a las ediciones en papel, lo mismo que, en su día, los libros impresos trataron de imitar a los manuscritos.
- Por último, las nuevas tecnologías han comenzado a liberarse de la sombra de la edición en papel, y se han comenzado a explorar las nuevas posibilidades que ofrecen los nuevos medios: ediciones hipertextuales, ediciones múltiples alineadas, aplicación de herramientas de análisis lingüístico...

Es evidente que la combinación de las nuevas tecnologías con el proceso editorial ha conllevado grandes avances: a través de Internet podemos acceder ahora, desde cualquier lugar del mundo, a obras antes casi inaccesibles; cualquier persona puede editar con muy bajo coste; la capacidad de almacenamiento es mucho mayor... Sin embargo, también existen peligros y problemas: por ejemplo, muchas de las ediciones que circulan por Internet son poco fiables (no describen sus fuentes ni sus criterios, contienen erratas, etc.) o son meras reproducciones de ediciones antiguas de baja calidad (ya que buena parte de las ediciones críticas del siglo XX todavía están sujetas a derechos de autor).